# Spring Fever (1927)
Spring Fever ist ein US-amerikanischer Stummfilm aus dem Jahr 1927 mit William Haines und Joan Crawford. Die Schauspieler drehten in den nächsten beiden Jahren noch Der Schlauberger und The Duke Steps Out zusammen, doch scheiterte der Versuch, aus beiden ein dauerhaftes Leinwandpaar zu machen.

## Handlung
Jack Kelly ist ein schlecht bezahlter Angestellter in einer Reederei. Er verliebt sich in die reiche Erbin Allie Monte und gibt sich ihr gegenüber als wohlhabender Golfprofi aus. Am Ende finden die beiden jungen Leute zueinander, jedoch nicht bevor Jack seine wahre Herkunft enthüllt und den ersten Preis bei einem nationalen Golfturnier gewinnt.

## Hintergrund
Joan Crawford stand seit 1925 bei MGM unter Vertrag und stieg rasch zu einer beliebten Darstellerin auf. Einen festen Rollentypus hatte sie allerdings noch nicht für sich gefunden und so spielte sie abwechselnd Haupt- und Nebenrollen in den unterschiedlichsten Genres. Seit Mitte 1927 war sie bereits fest etabliert als Leading Lady neben den größten männlichen Stars des Studios, so mit John Gilbert in Twelve Miles Out und Lon Chaney in The Unknown. In Spring Fever war sie Partnerin von William Haines, mit dem sie zeit ihres Lebens immer eng befreundet war.
William Haines hatte seit dem gemeinsamen Auftritt mit Crawford in Charleston-Girls 1925 einen rasanten Aufstieg zu einem der beliebtesten männlichen Stars in Hollywood erlebt. Meist drehten sich seine Filme um Geschichten, in denen Haines sein anfänglich arrogantes Gehabe aufgeben muss, um erwachsen zu werden und die Liebe seiner Partnerin und den Respekt der Umwelt zu gewinnen. Das Studio versuchte nach der positiven Resonanz auf Spring Fever, Haines und Crawford als Leinwandpaar zu lancieren. Die beiden Schauspieler wurden unmittelbar in Der Schlauberger erneut zusammen gebracht. Insgesamt bevorzugte das Publikum Haines jedoch in Solorollen und Joan Crawford schaffte durch Our Dancing Daughters selber den Aufstieg zum Star.
Die Schauspielerin war rückblickend von ihrem Auftritt und dem Film an sich nicht sonderlich angetan:

„[…] eine absolute Zeit- und Geldverschwendung. Grundgütiger, Golf ist so langweilig im Film.“

## Kinoauswertung
Mit Produktionskosten von 314.000 US-Dollar war es ein für MGM-Standards durchschnittlich teurer Film. Er spielte in den USA mit einer Summe von 386.000 Dollar eine enttäuschend niedrige Summe ein, ein Indiz dafür, dass Golf als Filmthema keine sonderlich große Anziehungskraft auf das zahlende Publikum besaß. Mit Auslandseinnahmen von 115.000 Dollar und einem kumulierten Gesamtergebnis von lediglich 505.000 Dollar konnte das Studio am Ende einen immer noch respektablen Gewinn in Höhe von 115.000 Dollar realisieren.

## Kritiken
Die meisten Kritiker mäkelten an dem Film herum und fanden ihn langweilig.
Regina Cannon resümierte im New York American:

„Als reiche junge Frau, die mit dem Golfball und Mr. Haines spielt, ist Joan Crawford zu sehen. Obwohl sie nicht viel zu tun hat in ihrer Rolle, schafft es Joan, ihre Persönlichkeit herüber zu bringen und sie sieht so bezaubernd aus wie immer.“